# Cité Antoine-Loubeyre
La cité Antoine-Loubeyre est une voie du 20e arrondissement de Paris, en France.

## Situation et accès
La cité Antoine-Loubeyre est une voie privée située dans le 20e arrondissement de Paris. Elle débute au 23, rue de la Mare et se termine en impasse.

## Origine du nom

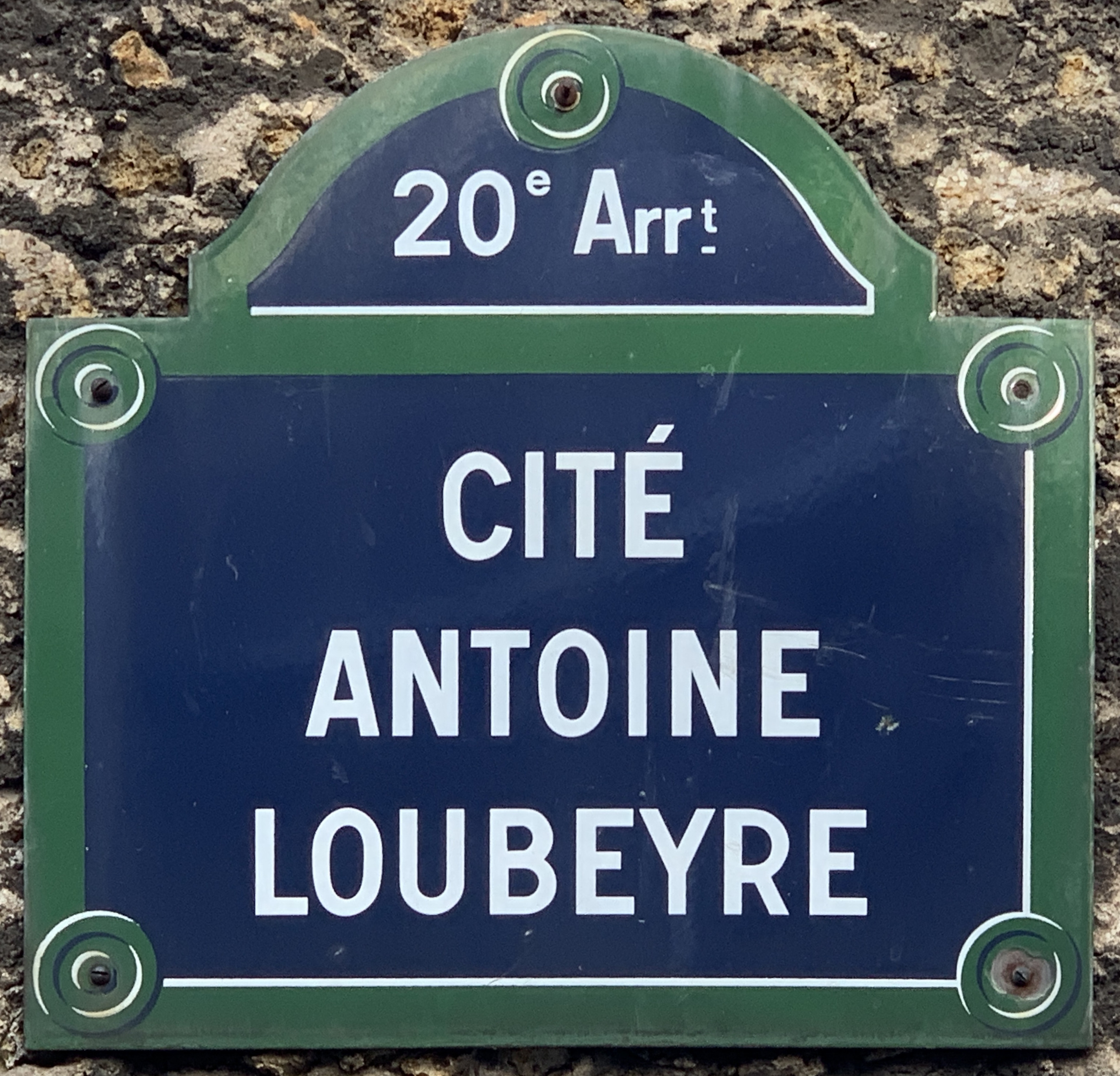
Plaque de la voie.

Cette voie est nommée d'après le nom du propriétaire des terrains sur lesquels elle a été ouverte.